# Jimmy Watkins
James David "Jimmy" Watkins (Bakersfield, 26 de agosto de 1982) é um ciclista olímpico estadunidense. Representou sua nação na prova de velocidade individual masculino nos Jogos Olímpicos de Verão de 2012, em Londres.